# 米西戦争
米西戦争（べいせいせんそう、英語: Spanish–American War、スペイン語: Guerra hispano-estadounidense）は、1898年4月にアメリカ合衆国とスペイン帝国の間で発生した戦争である。

## 概要
1898年2月に起きたアメリカ海軍・メイン号の爆発を機にアメリカ国内の世論の好戦ムードは高まる一方だった。スペインは自国傘下の海底ケーブルを持たなかったので、通信面で不利に立たされた。この戦争でスペインは敗北し、アメリカはカリブ海及び太平洋の旧スペイン植民地に対する管理権を獲得した。
20世紀のキューバの歴史家は、1868年10月から独立運動を続けてきたキューバ独立軍との関係から、この戦争をスペイン・アメリカ・キューバ戦争（米西キューバ戦争）と呼び、1946年にキューバ議会はこの名称をキューバにおけるこの戦争の正式名称とすることを決議した 。

## 歴史と背景

### 前史　－スペイン帝国の全盛期と衰退－
1492年1月に成立し、かつて「太陽の沈まない国」と呼ばれ、世界的な強国として君臨していたスペイン帝国の地位は、19世紀後半までの数世紀の間に低下していった。それ以前、中世末期の大航海時代にコロンブスが現在のバハマ諸島の東端に位置するサンサルバドル島に上陸し、当初はそれを香料諸島のインドと勘違いしてそこに住む原住民を「インディアン（インドの人々）」と呼んだ。それ以降スペインの軍人であるコルテスの「アステカ文明の発見と征服」を皮切りに、南北アメリカ大陸の大部分にまで及んだ金・銀鉱山の盗掘、そして現地の先住民を奴隷化して彼ら自身に金・銀を掘らせるエンコミエンダ制を実施し、その金・銀を船に積み込んでスペインのセビリャ港に運び出した。本国ではその金・銀で貨幣を大量に鋳造し、それを海軍力の増強や植民地拡大のための戦費に充てた。こうして近代16～17世紀のスペイン帝国は繁栄した。
しかし、ヨーロッパでのオランダ独立戦争においてオランダとイギリスの連合軍にドーバー海峡で敗北し、オランダの独立を許した。これ以来、香料諸島の植民地支配の主導権はオランダに奪われ、ポトシ銀山を始めとする南アメリカ各地の金・銀の産出量は減少し、海軍力は既に世界一の座から落ちるという具合に、明らかに衰退していった。

### 植民地の独立運動
時を経て時代は19世紀末から20世紀に入ろうとする頃、既にスペインにかつての大帝国の面影はほとんどなかった。東南アジアでは16世紀に当時のスペイン帝国で最大の版図を誇ったフェリペ2世の名前をとって名付けられたフィリピンが残るのみで、太平洋・アフリカ・西インド諸島にはほんの少数の散在した植民地しか残らなかった上に、その多くも独立運動を繰り広げていた。
フィリピンではアギナルドにより、キューバではアントニオ・マセオ、マクシモ・ゴメス、ホセ・マルティなどにより既に数十年に渡るゲリラ戦争が展開されていたが、スペイン本国はこれらの脅威に対抗しうる予算あるいは人的資源を十分に持っておらず、全ての面で不足していた。
そこでキューバにおいてキャンプを構築し、住民と独立軍を分離させて支援を止めさせる作戦を布告した。スペインはさらに反逆者と疑わしい人々の多くを処刑し、村々に残酷な仕打ちを行った。しかし1898年にはキューバ島の約半分がマクシモ・ゴメス将軍の率いる独立軍に支配され、結局スペインは立場を完全に回復することができなかった（第二次キューバ独立戦争）。

### ジャーナリズムの読者数獲得競争と捏造記事
キューバでのこれらの出来事は、アメリカの新聞が読者数を伸ばそうとしていた時期に起きた。1897年の「アメリカ婦人を裸にするスペイン警察」という新聞記者による捏造記事をきっかけに、各紙はスペインのキューバ人に対する残虐行為を誇大に報道し、アメリカ国民の人道的感情を刺激した。そしてキューバへの介入を求める勢力の増大を招いた。

### 開戦への圧力
そのため開戦への他の圧力も増大し、アメリカ海軍は開戦の１年以上前にフィリピンでスペイン軍を攻撃する計画を作成していた。西部への拡張およびインディアンとの大規模交戦の終了はアメリカ陸軍の職務を減少させ、軍の指導陣は新しい職務を望んだ。
早期から、アメリカ人の多数はキューバが彼らのものであると考えており、マニフェスト・デスティニーに関する理論はちょうどフロリダの沖合にある、非常に魅力的に見える島によって作られた。キューバの経済の多くは既にアメリカの手にあり、ほとんどの貿易（その多くは闇市場だった）はアメリカとの間のものであった。
何人かの財界人も同様に開戦を要求した。ネブラスカ州のジョン・M・サーストン上院議員は、「スペインとの戦いは、すべてのアメリカの鉄道ビジネス及び所得を増加させるだろう。それは、すべてのアメリカの工場の出力を増加させるだろう。それは、産業と国内通商のすべての流通を刺激するだろう。」と明言した。太平洋を渡ってマニラまで向かうのに２ヶ月はかかる時代であったにもかかわらず、マニラ湾海戦は開戦からわずか約２週間後の5月1日に勃発した。

## 戦闘の経過

### 戦争の始まり
1898年2月15日にハバナ湾で、アメリカ海軍の戦艦メイン号（USS Maine, ACR-1）が白人士官の上陸後に爆発・沈没し、266名の乗員を失う事故が発生した（この中には8名の日本人コックとボーイが含まれていた）。爆発の原因に関する証拠とされたものは矛盾が多く決定的なものが無かったが、『ニューヨーク・ジャーナル』、『ニューヨーク・ワールド』の2紙を始めとした当時のアメリカのメディアはスペイン人による卑劣なサボタージュ（破壊活動）が原因であると主張した。「Remember the Maine, to Hell with Spain!（メインを思い出せ！くたばれスペイン！）」という好戦的で感情的なスローガンを伴ったこの報道は、一層アメリカ国民を刺激することとなった。この愛国的で好戦的な風潮はスプレッド・イーグリズムあるいは主戦論として知られている。
爆発原因に関する専門家の見解は現在も定まっていないが燃料である石炭の偶発的な爆発によるものとするのが一般的であり、コンピューター・シミュレーションによって確認もされている。なおアメリカ海軍は、調査により原因をボイラーの欠陥と結論付けている。一方で石炭自体にその原因を求めるものやアメリカを戦争に引き込もうとするキューバ人革命家によるサボタージュによるものとする異論も存在するが、スペインが戦争に消極的であったという点では一致している。
アメリカのウィリアム・マッキンリー大統領は開戦に同意せず、世論に対して長い間持ちこたえた。しかしメイン号の爆発は、戦争への世論を非常に強力に形成した。スペインのサガスタ首相はキューバから職員を撤退させてキューバ人に自治を与えるなど、戦争を防ぐ為の多くの努力をした。しかしながらこれはキューバの完全独立には不十分なもので有り、大きく現状を変更するには足りなかった。
4月11日にマッキンリー大統領は内戦の終了を目的としてキューバへアメリカ軍を派遣する権限を求める議案を議会に提出した。4月19日に議会はキューバの自由と独立を求める共同宣言を承認し、大統領はスペインの撤退を要求する為に軍事力を行使することを承認した。これを受けてスペインはアメリカとの外交関係を停止し、4月25日に連邦議会はアメリカとスペインの間の戦争状態が4月21日以来存在することを宣言した。なお議会はその後、4月20日に戦争の宣言を遡らせる議決を承認した。

### 太平洋

#### フィリピン

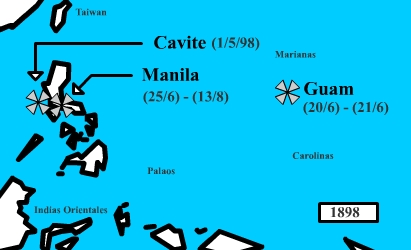
太平洋での戦い

フィリピンにおける最初の戦闘は、5月1日のマニラ湾海戦である。香港を出港したジョージ・デューイ提督率いるアメリカ太平洋艦隊が、マニラ湾でパトリシオ・モントーホ提督率いる7隻のスペイン艦隊を攻撃した。6時間ほどでスペイン艦隊は旗艦を含む3隻が沈没し、4隻が炎上するなど壊滅状態に陥った一方、アメリカ艦隊の被害は負傷者7名のみとほぼ無傷であった。
マニラ湾海戦の結果フィリピンのスペイン海軍は壊滅したが、マニラでは1万人以上のスペイン陸軍が駐留していた。海戦後にデューイと会談し、勝利の暁に独立させると約束されたフィリピン独立運動の指導者エミリオ・アギナルド率いるフィリピンの民族主義者は、アメリカ軍の支援と相互連携してスペイン軍を攻撃した。独立軍は1万人を超え、1898年6月にはルソン島中部を制圧し、アギナルドはフィリピン共和国の独立を宣言して暫定政府を組織した。アメリカ本国のマッキンリー政権はマニラ市を占領するためウェズリー・E・メリット少将の指揮で大規模な派遣軍（正規軍5千人を含む2万人規模）を派遣した。6月30日に派遣軍の先発部隊、7月半ばにはメリット少将も現地に到着し、8月にはスペイン軍に降伏勧告を行い、14日に休戦協定が決定した。
フィリピン人による報復を恐れたスペイン軍は、マニラへフィリピン軍が入城しないことを降伏条件としており、スペイン降伏後のフィリピンの統治はアメリカが握ることとなった。これはフィリピンの独立運動側からすると不満な結果であり、独立運動の対象はスペインからアメリカへ移り、米比戦争へ繋がることとなった。

#### グアム島
1898年6月20日にアメリカ海軍の巡洋艦チャールストン及び輸送船3隻の艦隊が、当時スペインの植民地だったグアム島をカノン砲で砲撃し、これを占領しようとしたがスペイン側の司令官は戦争が始まったことを知らず、司令官自身がチャールストンに現れて降伏の意思を伝え、島にいた54名のスペイン軍兵士は捕虜となり、グアムは占領された。

### カリブ海

#### キューバ
5月19日に大西洋側のキューバではパスクワル・セルベラ提督率いるスペイン大西洋艦隊がサンチャゴ湾に入港した。ウィリアム・サンプソン提督率いるアメリカ大西洋艦隊はサンチャゴ湾を封鎖し、陸海軍共同でスペイン艦隊を攻撃することになる。6月2日にアメリカ軍は給炭船「メリマック」をサンチャゴ湾の湾口に自沈させてスペイン艦隊の出港を防ぐ閉塞作戦を実行したが、失敗した。なお、この状況を日本海軍の観戦武官として秋山真之が視察しており、後に日露戦争における旅順港閉塞作戦の参考とされた。

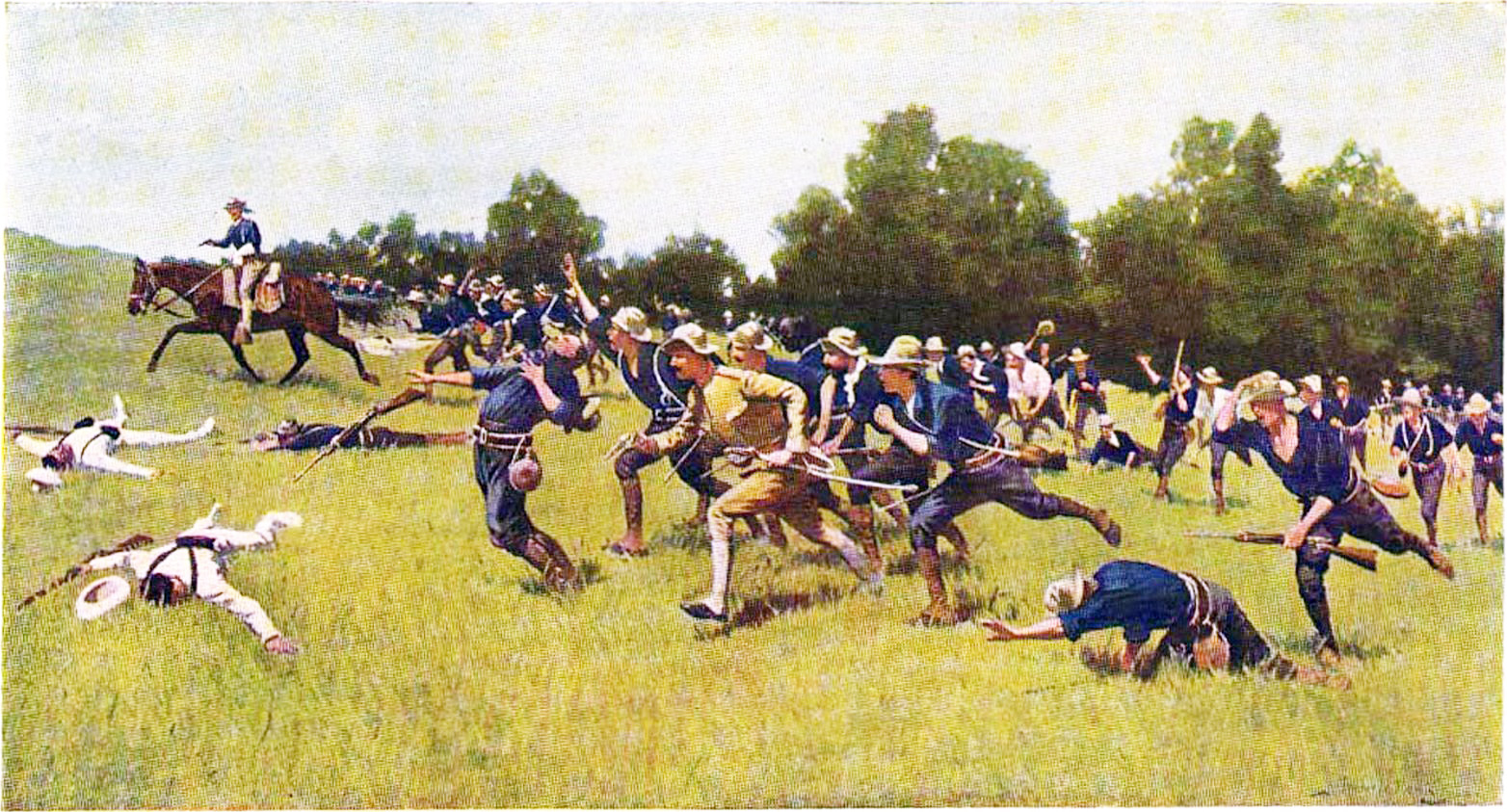
セオドア・ルーズベルト率いるラフ・ライダーズ

キューバに駐屯していたスペイン軍は約10万を数えたが、サンチャゴ湾付近には1万4000人ほどしか配置されていなかった。アメリカの陸上兵力は義勇騎兵隊であるラフ・ライダーズ（荒馬乗り隊）連隊を含む約17,000人である。陸上での大きな戦いは7月1日のエルカネーの戦いとサンフアン高地の戦い（サン・フアン・ヒルの戦い）だけだったが、要所であるサンフアン高地が陥落するなど一日で決着がついた。この時ラフ・ライダーズ連隊の中佐としてサン・フアン高地の戦いを指揮し、戦争の英雄となったのがセオドア・ルーズベルトである。アメリカ軍はガルシア将軍によって率いられた独立支持者によってキューバで援助された。
7月3日にスペイン艦隊が湾外に脱出したところ、アメリカ海軍に捕捉されて攻撃を受け、沈没・座礁・降伏などで全滅した。アメリカ軍はスペイン艦隊を撃破してキューバ周辺のスペインに管理された水路を破った。これはスペイン軍の再補給を妨害し、アメリカ軍が相当兵力を安全に上陸させることを可能にした。
その後、サンチャゴ要塞に籠城したスペイン軍との間でサンチャゴ攻囲戦が続いた。地上戦はスペイン軍に対するよりも熱及び疾病への対処の方が問題であった。7月17日にサンチャゴ要塞は降伏した。7月21日には小規模なニペ湾海戦が発生し、アメリカ艦隊がスペイン艦を撃破した。アメリカ軍は8月7日にはキューバからの撤収を開始した。
秋山真之は報告書「サンチャゴ・デ・クーバの役」（極秘諜報第百十八号）において、アメリカ軍の前線部隊がハイチ島経由の海底電線の端末を用いてアメリカ本国と通信を交わしていたこと・仮の根拠地を作り軍需品の供給のスピードを高めていたこと・キューバ独立軍に兵器や食料を与えることにより、アメリカ軍が独立軍の支援を受けていたことなど、兵站・後方支援に見るべきものがあったと強調している。

#### プエルトリコ
7月25日にアメリカ軍はプエルトリコに上陸した。

## 医療災害
米西戦争はアメリカ・スペイン両軍にとって医療面においての大惨事だった。戦闘による死傷者は少なかったが、伝染病がアメリカ軍に壊滅的な影響を与えた。この戦争における医療災害の中心は、軍キャンプを荒廃させたチフスの流行だった。この戦争はアメリカ軍の医療準備と衛生管理における深刻な欠陥を明らかにし、その後の長期的な改革へとつながった。

## 影響

### アメリカ軍管理下のキューバの独立
スペインは太平洋艦隊・大西洋艦隊と継戦能力を失った。交戦状態は8月12日に停止され、形式上の平和条約は12月10日にパリで調印された1898年パリ条約で、1899年2月6日にアメリカ上院によって批准された。
同戦争に勝利したアメリカはフィリピン・グアム・プエルトリコを含む旧スペイン植民地のほとんど全てを獲得し、キューバを保護国として事実上支配下に置いた。以後アメリカの国力は飛躍的に拡大していき、南北アメリカ大陸と太平洋においてスペインの影響力が一掃され、代わりにアメリカが影響力を持つという、覇権の移譲とも取れる流れになっている。
戦後スペインは植民地喪失のために国力が低下し、新興国のアメリカにあっけなく敗北したこともあって、ヨーロッパでの国際的地位・発言力を同時に失った。ルネサンスから始まったポルトガル海上帝国・スペイン帝国の帝国主義が破綻し、産業革命に支えられた新たな帝国主義へ完全に移り変わった瞬間とも取れる。
開戦前、アメリカ連邦議会はキューバの独立を支持し、これを討論の後に承認した。アメリカ軍は1909年1月28日までキューバを占領した。アメリカはスペイン植民地のプエルトリコ（#プエルトリコ）・フィリピン（#フィリピン・#米比戦争）・グアム（#グアム島）を併合した。

### 南北間の和解
この短い戦争には、もう一つ興味深いがほとんど注目されなかった影響があった。それはアメリカの北部と南部の関係を固める役目を果たしたということである。この戦争は、1865年5月の南北戦争の終了以来初めて両側に共通の敵を与えたものだった。1890年代は北軍支持者と南部連邦支持者の間の和解の期間で、北部と南部の政治家の政治的な調和を増加させた。

### 人種差別の再燃
1890年代は北部における人種差別の再燃とジム・クロウ法の可決による白人と黒人の分離を増加させた時代でもあった。それは1896年5月のプレッシー対ファーガソン裁判の最高裁判所による判決で最高潮に達し、その「分離すれども平等」主義を法律の中へ成文化した。

### イエロー・ジャーナリズム

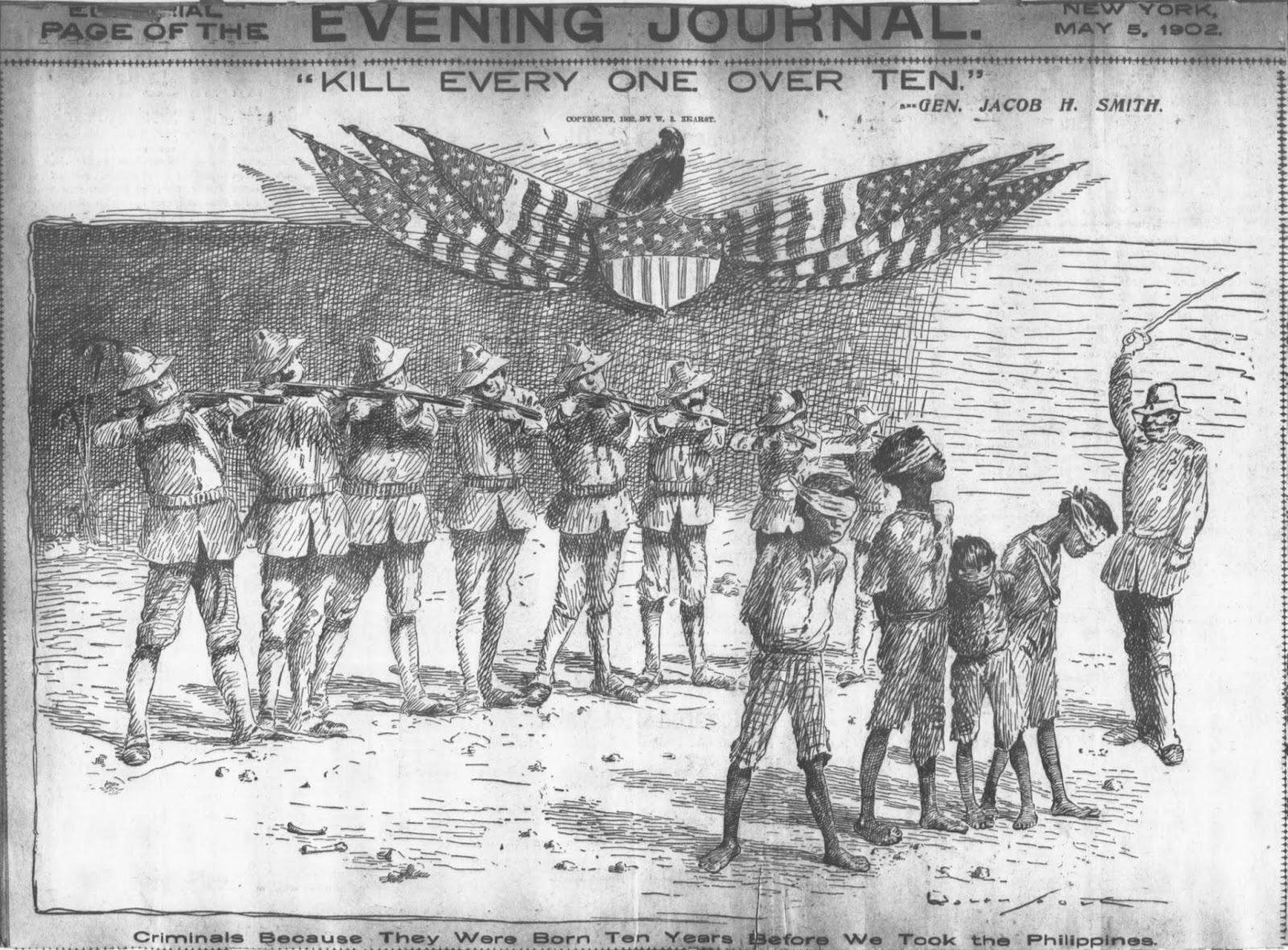
米比戦争時のニューヨークジャーナルの風刺画。フィリピン人を銃殺しようとするアメリカ兵の背後には「10歳以上の者は皆殺し」と書かれている。

さらに、米西戦争はイエロー・ジャーナリズムの影響が大きかったことで有名である。ウィリアム・ランドルフ・ハーストのニューヨーク・ジャーナル紙とジョーゼフ・ピューリツァーのニューヨーク・ワールド紙の２紙は発行部数競争で熾烈な争いを繰り広げ、無責任なニュースをでっち上げたりもした。このような競争の結果、ワールド紙が15,000部、ジャーナル紙が1,500部程度の発行数だったのがマニラ湾の戦いの時には160万部まで伸びた。オーソン・ウェルズは、映画『市民ケーン』の中でこの様子を皮肉った。

### アメリカ反帝国主義連盟
海外に植民地を持った「アメリカ帝国」についての考えは、ウィリアム・マッキンリー大統領と帝国主義賛同派の間で国内で激しく討議された。アメリカの大衆の大部分は植民地の所有を支持した。しかしマーク・トウェインのような、率直な批評家も多くいた。

### 米比戦争
1898年8月に11,000人の地上部隊がフィリピンを占領するために送られた。アメリカがスペインに代わって国の統治を始めると同時に、アメリカとフィリピンの戦争が始まった（米比戦争）。戦争はフィリピンの国家主義者の独立に対する望みを絶つために行われ、20万人から150万人と言われる犠牲者を生んだ。

## エピソード
アメリカ退役軍人協会からのデータによれば、1992年9月10日に退役軍人の最後の生き残りであるネーサン・E・クックが106歳で死去した。